# Chromatica
Chromatica (с англ. — «Хроматика») — шестой студийный альбом американской певицы Леди Гаги, выпущенный 29 мая 2020 года. Изначальная дата выхода была назначена на 10 апреля, однако релиз был сдвинут из-за пандемии COVID-19, вспыхнувшей в начале 2020 года.
В записи также приняли участие американская певица Ариана Гранде, южнокорейская группа Blackpink и британский певец Элтон Джон.
28 февраля 2020 года вышел альбомный лид-сингл «Stupid Love», а второй сингл «Rain On Me» с участием Арианы Гранде появился 22 мая 2020 года и сразу возглавил хит-парады Великобритании и США. Альбом получил положительные отзывы и дебютировал на первом месте во многих странах, включая такие, как Австралия, Великобритания, Ирландия, Италия, Нидерланды, Новая Зеландия, США и другие.

## История
В интервью для прессы после того, как было объявлено, что она отправится в одно из своих финальных выступлений в рамках тура Dive Bar Tour 2016 года, Гага намекнула, что новая музыка будет представлена и выпущена после остановки этого этапа. Тем не менее Dive Bar Tour позже был отложен на неопределённый срок из-за конфликтов в расписании. Позже Гага намекнула на выпуск новой музыки во время мирового тура Joanne World Tour, однако потом певица заявила в интервью Entertainment Weekly, что из-за ограничений производства тура, в частности из-за строго запланированной синхронизации его различных технологий с выступлениями, скорее всего, не будет никакого нового материала на Joanne World Tour, не говоря уже о любых отклонениях от структуры самого шоу. В том же интервью было также показано, что продюсирование нового материала началось после выхода альбома Joanne, когда Гага сообщила, что альбом всё ещё находится на начальной стадии написания.
25 февраля 2020 года Леди Гага анонсировала выход песни «Stupid Love» в качестве альбомного лид-сингла, который вышел 28 февраля 2020. Это объявление заставило фанатов и новостные агентства предположить, что «Chromatica» будет официальным названием альбома, основываясь на термине, появляющемся на обложке, рекламирующей «Stupid Love». Слово «Chromatica» дважды написано на рекламном щите: одно вертикально примыкает к кадрам музыкального видео, а второе — в последней строке сообщения об авторских правах в левом нижнем углу.

## Концепция и художественное оформление
Говоря о названии альбома, Гага охарактеризовала Chromatica как планету, а также как место в своём разуме, где смешиваются все звуки и цвета, и заявила: «Я живу в Chromatica, именно там я и живу. Я вошла в свой фрейм. Я создала Землю, я удалила её. Земля закрыта. Я живу на Chromatica». Планета-антиутопия Chromatica появляется в клипе на песню «Stupid Love», где Гага изображает лидера воинов и «следует рассказу о племенах, сражающихся за господство в мире, пронизанном конфликтом».
Временный рабочий вариант обложки альбома был выпущен вместе с предварительным заказом альбома и демонстрировал символ, сходный с Инь и Ян на розовом фоне. Певица объяснила, что логотип Chromatica «имеет синусоидальную волну, которая является математическим символом звука. И для меня звук — это то, что исцелило меня в моей жизни, и это снова исцелило меня в процессе записи, и это действительно то, о чём Chromatica».
5 апреля 2020 года была опубликована официальная обложка альбома. На ней изображена певица с «розовыми» волосами, в «металлическом боди с торчащими из него шипами и стержнями», «сапоги на платформе с бивнем и ножом на каблуках» и «плечом к плечу». Она прикреплена к большой металлической решётке, освещённой «ярко-розовым неоновым» светом.
На официальной обложке сохранился и ранее продемонстрированный символ Chromatica Трей Алстон из MTV описал обложку как фантазию, собранную из частей фильма «Безумный Макс», игры Mortal Kombat и фантастики киберпанка, в то время как Хилари Хьюз из журнала Billboard также нашла влияние серии фильмов об инопланетянах Чужой. Фотография на обложке была сделана немецким фотографом Норбертом Шёрнером под креативным руководством Никола Формичетти.

## Музыка
Chromatica создан под влиянием музыки 1990-х годов и включает такие музыкальные стили и направления, как данс-поп, электропоп и синти-поп, а также с элементами хаус-музыки, техно диско, фанка, транса, евродэнса Электронной танцевальной музыки, новой волны и бабблгам-попа. Это отход от кантри-рокового звучания предшествующего альбома Joanne (2016) и возврат к музыке её ранних альбомов. Наиболее распространённой темой Chromatica является способность чувствовать счастье и танцевать под него даже во времена трудностей и горя. Он также затрагивает такие темы, как психическое здоровье, исцеление, поиск любви через трудности и расширение собственных возможностей.
Мощный струнный всплеск крещендо в «Chromatica II» внезапно превращается в «911», евро-диско-песню, посвящённую антипсихотическому лечению певицы. Гага использует в песне вокальные эффекты, похожие на «роботизированные», как у группы Daft Punk вместе с техно-робо-фанк-ритмами, индастриал-синтезаторами и психоделическим «trippy»-припевом. В строчках песни Гага перечисляет, как психические заболевания повлияли на мир вокруг неё, в то время как в припеве она полностью признаёт и своё психическое заболевание.
В «Plastic Doll» Гага рассказывает о том, как она объективирована, сравнивая себя с Барби по тому, как к ней относились другие.

## Релиз и промо-кампания
В ответ на сообщения таблоидов о том, что она может быть беременна, Гага написала в Твиттере 12 марта 2019 года: «Ходят слухи, что я беременна? Да, я беременна # LG6». Несколько новостных агентств предположили, что твитты намекают на выпуск в течение девятимесячного периода, типичного периода беременности у человека, но с тех пор годовщина наступила и прошла, доказав, что эта теория неверна. В октябре 2019 года она в шутку объявила в Твиттере, что альбом будет называться «Адель» в честь одноимённой британской певицы. В январе 2020 года были сообщения, что альбомный лид-сингл выйдет в начале февраля, а затем вскоре последует релиз самого альбома.
2 марта 2020 года Леди Гага подтвердила, что альбом будет называться Chromatica и что его выход запланирован на 10 апреля 2020 года. Одновременно альбом стал доступен для предзаказов.
24 марта 2020 года Леди Гага сообщила в инстаграме и на других платформах, что выпуск альбома будет отложен из-за пандемии коронавируса COVID-19, произошедшей в начале 2020 года.
6 мая 2020 певица официально объявила, что альбом выйдет 29 мая 2020. Обычная версия будет содержать 16 треков, а Deluxe-версия будет содержать 19 треков.

### Синглы
Песня «Stupid Love» вышла 28 февраля 2020 года в качестве лид-сингла альбома. Песня получила положительные отзывы музыкальных критиков и интернет-изданий. Сингл имел коммерческий успех и достиг пятого места и в США, и в Великобритании. Одновременно вышло музыкальное видео этой песни, снятое режиссёром Daniel Askill.
«Rain On Me» вышел 22 мая 2020 года в качестве второго сингла и вместе с Арианой Гранде. Музыкальное видео для этой песни снимал знаменитый кинорежиссёр Роберт Родригес, премьера прошла в тот же день. Сингл дебютировал на первом месте в Великобритании и США.

### Концертный тур
5 марта 2020 года Леди Гага анонсировала проведение концертного тура The Chromatica Ball в поддержку альбома.
Первоначально начало тура по шести городам Европы и Америки было запланировано на 24 июля 2020 года в Сен-Дени (Франция), а закончится оно должно было 19 августа 2020 года в Ист-Ратерфорде (штат Нью-Джерси, США). Позже тур был несколько раз перенесён из-за пандемии COVID-19. Концертный тур в поддержку альбома прошёл с 17 июля по 17 сентября 2022 года в количестве 20 шоу.

## Отзывы
| Совокупная оценка    | Совокупная оценка |
| Источник             | Оценка            |
| -------------------- | ----------------- |
| Album of the Year    | 77/100            |
| AnyDecentMusic?      | 7.6/10            |
| Metacritic           | 79/100            |
| Оценки критиков      |                   |
| Источник             | Оценка            |
| AllMusic             | [ 1 ]             |
| The A.V. Club        | B                 |
| Clash                | [ 67 ]            |
| The Telegraph        | [ 68 ]            |
| Entertainment Weekly | A–                |
| Evening Standard     | [ 70 ]            |
| The Guardian         | [ 39 ]            |
| The Independent      | [ 71 ]            |
| The Irish Times      | [ 34 ]            |
| Metro                | [ 72 ]            |
| NME                  | [ 11 ]            |
| Pitchfork            | 7.3/10            |
| Rolling Stone        | [ 74 ]            |
| Slant Magazine       | [ 75 ]            |
| The Telegraph        | [ 76 ]            |
| The Times            | [ 77 ]            |

Альбом получил положительные отзывы музыкальной критики и интернет-изданий. Обобщённый рейтинг на сайте Metacritic был оценён в 79 из 100 баллов на основании 13 профессиональных рецензий. Обзорный рейтинг сайта Album of the Year равен 77 из 100
баллов.
Джейсон Липшуц из журнала Billboard назвал альбом «летним [спасением] высочайшего качества». Журнал Clash дал альбому высокий рейтинг в 8 из 10 баллов, заявив, что «На всех своих шестнадцати треках Chromatica совершенно непревзойденна, сделана в максимально лучшем виде. Каждая песня — это гимн неповиновения и расширения возможностей, всё создано для максимальной танцевальности». Патрик Гомес из The A.V. Club дал альбому рейтинг «В», написав, что, он хотя «порой неистовый и разрозненный», песни, как правило, сильные и разнообразные.
Майкл Крэгг из газеты The Guardian оценил альбом на 4 из 5 возможных баллов, заявив, что альбом «представляет собой не только самый личный альбом Леди Гаги, но и её самый откровенный», и сравнил его с электропопом из более ранних её работ. Тем не менее, он считает, что некоторые песни были слишком короткими, привели его в «клаустрофобное» и «переутомлённое» состояние. В положительном отзыве для журнала Variety Джем Асвад написал, что альбом обладает «последовательностью и звуковым единством, несмотря на то, что песни блуждают тематически и мелодично по всей карте», а также называя это «прочной основой для следующего этапа замечательной карьеры [Гага]». Лия Гринблатт из еженедельника Entertainment Weekly считает, что «почти каждый из 13 его треков достигает своего рода бредового излишества: эти громоподобные жёсткие музыкальные леденцы, предназначенные для того, чтобы давить на центры удовольствия мозга, пока они не подчинятся, снова и снова, заставляя нажимать на кнопку повторного воспроизведения». Ханна Милреа из журнала NME дала положительный отзыв, назвав альбом «чистой радостью», в частности назвав великолепным его продакшн. Кэти Тимоченко из издания Exclaim! утверждает, что «Chromatica подтверждает — Гага вернулась и стала лучше, чем когда-либо». Другой положительный отзыв дал Ник Смит из musicOMH, который похвалил интерлюдии, назвав их «красивыми».
Нил МакКормик из газеты The Telegraph написал, что Chromatica выражает Гагу в её самой энергичной и сильной ипостаси, и это то, что нужно созерцать". Александра Поллард из газеты The Independent назвала диск «экстравагантным». Эван Савди из издания PopMatters назвал альбом «полноценной работой большого мастера», восхваляя музыкальный выбор и его тексты.
В умеренном отзыве Саль Чинкемани из журнала Slant Magazine написал, что Гага «продолжает добывать успех на одной территории, как в музыкальном, так и в концептуальном плане, это говорит о том, что императрица в действительности не имеет одежды [король то голый?]». Саймон К. из издания Sputnikmusic также дал смешанную рецензию, написав, что это «солидное» возвращение, но слишком «нерешительное».

### Итоговые списки, награды и номинации
Альбом Chromatica выиграл награду Album of the Year на церемонии BreakTudo Awards 2020. Он также получил номинацию Best Pop Vocal Album на 63-й церемонии Грэмми, а сама певица второй раз выиграла в категории Best Pop Duo/Group Performance благодаря песне «Rain on Me», что стало рекордным первым достижением для женских дуэтов в целом в истории этой награды. Альбом помог Гаге получить номинации на People’s Choice Award, LOS40 Music Awards Best International Album и номинацию GLAAD Media Award в категории Выдающийся музыкант. В 2021 году альбом получил награду Japan Gold Disc Awards в категориях Western Album of the Year и Best 3 Western Albums.
В июне 2020 года Chromatica был включён в список лучших на то время альбомов года журнала Billboard.
| Публикация               | Список                               | Ранг | Ссылка  |
| ------------------------ | ------------------------------------ | ---- | ------- |
| AllMusic                 | Best Albums of 2020                  | +    | [ 86 ]  |
| AllMusic                 | Best Pop Albums of 2020              | +    | [ 87 ]  |
| Atwood Magazine          | The Best Albums of 2020              | +    | [ 88 ]  |
| Billboard                | The 50 Best Albums of 2020           | 5    | [ 89 ]  |
| Billboard                | The 25 Best Pop Albums of 2020       | +    | [ 90 ]  |
| Clash                    | Albums of the Year 2020              | 15   | [ 91 ]  |
| Cleveland                | Best Albums of 2020                  | 24   | [ 92 ]  |
| Consequence of Sound     | Top 50 Albums of 2020                | 8    | [ 93 ]  |
| Crack Magazine           | The Top 50 Albums of 2020            | 32   | [ 94 ]  |
| Dancing Astronaut        | The Top 20 Electronic Albums of 2020 | 20   | [ 95 ]  |
| Dazed                    | The 20 Best Albums of 2020           | 4    | [ 96 ]  |
| DIY                      | Best Albums of 2020                  | 14   | [ 97 ]  |
| Dork Magazine            | Albums of the Year 2020              | 28   | [ 98 ]  |
| The Fader                | The 50 Best Albums of 2020           | 35   | [ 99 ]  |
| The Guardian             | The 50 Best Albums of 2020           | 19   | [ 100 ] |
| The Independent          | The 40 Best Albums of 2020           | 28   | [ 101 ] |
| Junkee                   | The 25 Best Albums of 2020           | +    | [ 102 ] |
| The Line of Best Fit     | The Best Albums of 2020              | 47   | [ 103 ] |
| NJ.com                   | The 50 Best Albums of 2020           | 8    | [ 104 ] |
| NME                      | The 50 Best Albums of 2020           | 14   | [ 105 ] |
| Nylon                    | Alexa Pipia’s Top Albums of 2020     | +    | [ 106 ] |
| People                   | The Best Albums of 2020              | 3    | [ 107 ] |
| PopMatters               | The 15 Best Pop Albums of 2020       | 3    | [ 108 ] |
| PopSugar                 | The 50 Best Albums of 2020           | +    | [ 109 ] |
| Rolling Stone            | The 50 Best Albums of 2020           | 11   | [ 110 ] |
| Slate                    | Brittany Spanos' Top Albums of 2020  | 6    | [ 111 ] |
| Slate                    | Chris Molanphy’s Top Albums of 2020  | 13   | [ 112 ] |
| Slate                    | Lindsay Zoladz’s Top Albums of 2020  | 20   | [ 113 ] |
| South China Morning Post | The Best Albums of 2020              | 8    | [ 114 ] |
| Time Out                 | The 15 Best Albums of 2020           | +    | [ 115 ] |
| Uproxx                   | The Best Pop Albums of 2020          | 17   | [ 116 ] |
| Vice                     | The 100 Best Albums of 2020          | 64   | [ 117 ] |
| Wonderland               | The Best Albums of 2020              | +    | [ 118 ] |
| Yahoo! Entertainment     | Jen Kucsak’s Best Albums of 2020     | 2    | [ 119 ] |

## Коммерческий успех
Chromatica дебютировал на первом месте в американском основном хит-параде Billboard 200 с тиражом 274 000 альбомных эквивалентных единиц (включая 205 000 чистых продаж альбома, 65 000 SEA-единиц по стримингу и 4000 TEA-единиц) в первую неделю релиза. Это лучший показатель для женщин на то время (и третий по итогам 2020 года) и лучший результат для Гаги после её диска Born This Way в 2011 году с тиражом в 1,1 млн копий в первую неделю. Альбом собрал 87,16 млн потоков on-demand по стримингу за счёт 16 треков, попавших в чарт (они пересчитываются в SEA-единицы). Альбом стал шестым чарттоппером Гаги, дебютировавшим на первом месте в Billboard 200. Ранее певица лидировала с саундтреком A Star Is Born (2018 и 2019), Joanne (2016), Cheek to Cheek (2014), Artpop (2013) и Born This Way (2011). Эти шесть альбомов уложились в рекордные для любой женщины 9 лет и 2 дня (с 2011 до 2020); прошлый рекорд в 10 лет и 9 месяцев для первых шести чарттопперов был у Тейлор Свифт (с 2008 до 2019). По числу альбомов, побывавших на первом месте в США, Гага теперь делит четвёртое место вместе с такими исполнителями как Бейонсе, Mariah Carey, Бритни Спирс (у всех по 6 чарттопперов). Впереди них (по итогам всего 2020 года) только трое: Барбра Стрейзанд (11); Мадонна (9), Тейлор Свифт (8) и Джанет Джексон (7).
Альбом Chromatica впервые из всех чартов появился в Японии. Он дебютировал на третьем месте Oricon Albums Chart и в Billboard Japan Hot Albums, с тиражом 14,238 копий. Во Франции Chromatica дебютировала на первом месте с тиражом 21,746 эквивалентных продаж.
В Великобритании Chromatica с тиражом 53,000 сразу возглавила британский национальный хит-парад UK Albums Chart, где показала лучший результат первой недели за весь год. По данным Official Charts Company, которая составляет этот чарт, тираж альбома превысил суммарный тираж всех остальных дисков из Топ-10, вместе взятых. Он также стал четвёртым чарттоппером Гаги после The Fame (2008) / The Fame Monster (2009), Born This Way (2011) и Artpop (2013), или пятым, если считать участие Гаги в саундтреке A Star Is Born (2018). В первую неделю также было продано 8,500 виниловых пластинок, лучший результат года.

## Список композиций
Стандартное издание включает в себя 16 треков, а делюксовое издание Target включает ещё три дополнительных трека.
| №                   | Название                             | Автор(ы) | Продюсеры                                             | Длительность |
| ------------------- | ------------------------------------ | --- | ----------------------------------------------------- | ------------ |
| 1.                  | «Chromatica I»                       | Леди Гага Morgan Kibby | Kibby Гага                                            | 1:00         |
| 2.                  | «Alice»                              | Стефани Джерманотта Аксель Хэдфорс Йоханнес Клахр [ 129 ]                                                                  | BloodPop Axwell Klahr Benjamin Rice [a]               | 2:57         |
| 3.                  | «Stupid Love»                        | Стефани Джерманотта Макс Мартин Эли Вайсфилд Майкл Такер Мартин Брессо [англ.]                                             | BloodPop Tchami [англ.] Мартин [a] Бэн Райс [c]       | 3:13         |
| 4.                  | «Rain On Me» (с Арианой Гранде)      | Джерманотта Гранде Ниджа Чарльз [англ.] Рэми Якуб [англ.] Такер Брессо Мэтью Бёрнс [англ.] Александр Ридха [англ.] [ 130 ] | BloodPop BURNS [англ.] Tchami [b] Rice [c]            | 3:02         |
| 5.                  | «Free Woman»                         | Стефани Джерманотта Майкл Такер Аксель Хэдфорс Йоханнес Клахр                                                              | BloodPop Axwell Klahr Rice [a]                        | 3:11         |
| 6.                  | «Fun Tonight»                        | Гага BloodPop Burns Yacoub                                                                                                 | BloodPop Burns Rice [a]                               | 2:53         |
| 7.                  | «Chromatica II»                      | Гага Kibby | Kibby Гага                                            | 0:41         |
| 8.                  | «911»                                | Гага BloodPop Madeon Tranter                                                                                               | BloodPop Madeon Rice [a]                              | 2:52         |
| 9.                  | «Plastic Doll»                       | Гага BloodPop Skrillex Yacoub Jacob "Jkash" Hindlin                                                                        | BloodPop Skrillex Rice [a]                            | 3:41         |
| 10.                 | «Sour Candy» (с BLACKPINK)           | Стефани Джерманотта Мэдисон Лав [англ.] Мэтью Бёрнс [англ.] Майкл Такер Рэми Якуб [англ.]                                  | BloodPop Burns Rice [a]                               | 2:37         |
| 11.                 | «Enigma»                             | Гага BloodPop Burns Hindlin                                                                                                | BloodPop Burns Rice [a]                               | 2:59         |
| 12.                 | «Replay»                             | Гага BloodPop Burns | Burns Rice [a]                                        | 3:06         |
| 13.                 | «Chromatica III»                     | Гага Kibby | Kibby Гага                                            | 0:27         |
| 14.                 | «Sine From Above» (с Элтоном Джоном) | Стефани Джерманотта Ричард Застенкер Райан Тэддер Аксель Хэдфорс Йоханнес Клахр Элтон Джон [ 129 ] [ 131 ]                 | BloodPop Axwell Burns Klahr Liohn Yacoub [c] Rice [a] | 4:04         |
| 15.                 | «1000 Doves»                         | Гага BloodPop Bresso Yacoub                                                                                                | BloodPop Tchami Rice [a]                              | 3:35         |
| 16.                 | «Babylon»                            | Гага BloodPop Burns | BloodPop Burns Tchami [c] Rice [a]                    | 2:41         |
| Общая длительность: | Общая длительность:                  | Общая длительность: | Общая длительность:                                   | 43:08        |

| №                   | Название                    | Автор(ы)                                                                       | Продюсеры                                       | Длительность |
| ------------------- | --------------------------- | ------------------------------------------------------------------------------ | ----------------------------------------------- | ------------ |
| 17.                 | «Stupid Love» (Ellis Remix) | Стефани Джерманотта Макс Мартин Эли Вайсфилд Майкл Такер Мартин Брессо [англ.] | BloodPop Tchami [англ.] Мартин [a] Бэн Райс [c] | 4:11         |
| Общая длительность: | Общая длительность:         | Общая длительность:                                                            | Общая длительность:                             | 47:10        |

| №                   | Название                               | Автор(ы)                                         | Продюсеры                           | Длительность |
| ------------------- | -------------------------------------- | ------------------------------------------------ | ----------------------------------- | ------------ |
| 17.                 | «Love Me Right»                        |                                                  |                                     | 2:51         |
| 18.                 | «1000 Doves» (Piano Demo)              | Гага BloodPop Yacoub Bresso                      |                                     | 2:49         |
| 19.                 | «Stupid Love» (Vitaclub Warehouse Mix) | Гага Майкл Такер Макс Мартин Брессо Эли Вайсфилд | BloodPop Tchami Martin [b] Rice [a] | 3:41         |
| Общая длительность: | Общая длительность:                    | Общая длительность:                              | Общая длительность:                 | 52:20        |

| №                   | Название                    | Автор(ы)                                                                       | Продюсеры                                       | Длительность |
| ------------------- | --------------------------- | ------------------------------------------------------------------------------ | ----------------------------------------------- | ------------ |
| 20.                 | «Stupid Love» (Ellis Remix) | Стефани Джерманотта Макс Мартин Эли Вайсфилд Майкл Такер Мартин Брессо [англ.] | BloodPop Tchami [англ.] Мартин [a] Бэн Райс [c] | 4:11         |
| Общая длительность: | Общая длительность:         | Общая длительность:                                                            | Общая длительность:                             | 56:00        |

| №                   | Название                                                    | Автор(ы) | Продюсеры                                  | Длительность |
| ------------------- | ----------------------------------------------------------- | --- | ------------------------------------------ | ------------ |
| 20.                 | «Rain on Me» (Purple Disco Machine remix; с Арианой Гранде) | Джерманотта Гранде Ниджа Чарльз [англ.] Рэми Якуб [англ.] Такер Брессо Мэтью Бёрнс [англ.] Александр Ридха [англ.] [ 130 ] | BloodPop BURNS [англ.] Tchami [b] Rice [c] | 6:34         |
| 21.                 | «Free Woman» (Honey Dijon realness remix)                   | Стефани Джерманотта Майкл Такер Аксель Хэдфорс Йоханнес Клахр                                                              | BloodPop Axwell Klahr Rice [a]             | 6:46         |
| 22.                 | «Rain on Me» (Ralphi Rosario remix; с Арианой Гранде)       | Джерманотта Гранде Ниджа Чарльз [англ.] Рэми Якуб [англ.] Такер Брессо Мэтью Бёрнс [англ.] Александр Ридха [англ.] [ 130 ] | BloodPop BURNS [англ.] Tchami [b] Rice [c] | 7:31         |
| Общая длительность: | Общая длительность:                                         | Общая длительность: | Общая длительность:                        | 1:16:51      |

| №                   | Название                    | Автор(ы)                                                                       | Продюсеры                                       | Длительность |
| ------------------- | --------------------------- | ------------------------------------------------------------------------------ | ----------------------------------------------- | ------------ |
| 23.                 | «Stupid Love» (Ellis Remix) | Стефани Джерманотта Макс Мартин Эли Вайсфилд Майкл Такер Мартин Брессо [англ.] | BloodPop Tchami [англ.] Мартин [a] Бэн Райс [c] | 4:11         |
| Общая длительность: | Общая длительность:         | Общая длительность:                                                            | Общая длительность:                             | 56:00        |

| №                   | Название            | Автор(ы)            | Продюсеры           | Длительность |
| ------------------- | ------------------- | ------------------- | ------------------- | ------------ |
| 24.                 | «Hold My Hand»      | Гага BloodPop       | Гага BloodPop Rice  | 3:45         |
| Общая длительность: | Общая длительность: | Общая длительность: | Общая длительность: | 1:24:10      |

| №                   | Название                                             | Режиссёр            | Длительность |
| ------------------- | ---------------------------------------------------- | ------------------- | ------------ |
| 1.                  | «Интервью»                                           |                     | 16:47        |
| 2.                  | «Stupid Love» (Видеоклип)                            | Даниэл Аскил        | 3:38         |
| 3.                  | «Stupid Love» (Создание видеоклипа)                  |                     | 6:37         |
| 4.                  | «Rain on Me» (Видеоклип; с Ариной Гранде)            | Роберт Родригес     | 3:08         |
| 5.                  | «Rain on Me» (Создание видеоклипа; с Арианой Гранде) |                     | 4:41         |
| 6.                  | «Sour Candy» (Лирик-видео; с Blackpink)              | Сэм Рольфес         | 2:38         |
| 7.                  | «911» (Короткометражный фильм)                       | Тарсем Сингх        | 4:43         |
| Общая длительность: | Общая длительность:                                  | Общая длительность: | 42:12        |

Замечания
- ↑  вокальный продюсер.
- ↑  сопродюсер и вокальный продюсер.
- ↑  дополнительный продюсер.

## Участники записи
По данным сервиса Tidal.

### Места записи
- Electric Lady (Нью-Йорк)
- Utility Muffin Research Kitchen[англ.] (Hollywood Hills)
- Henson Recording Studios (Лос-Анджелес)
- EastWest Studios (Голливуд)
- Good Father Studios (Лос-Анджелес)
- MXM Studios (Лос-Анджелес)
- Conway Recording Studios[англ.] (Голливуд)
- Sterling Sound (Нью-Йорк)

### Вокал
- Леди Гага — вокал (2–6, 8–12, 14–16)
- Ариана Гранде — вокал (4)
- Blackpink — вокал (10)
- Элтон Джон — вокал (14)
- Мэдисон Лав[англ.] — бэк-вокал (10)
- Rami Yacoub[англ.] — бэк-вокал (15)
- Adryon De Leon — бэк-вокал хора (16)
- Daniel Ozan — бэк-вокал хора (16)
- India Carney — бэк-вокал хора (16)
- Jantre Christian — бэк-вокал хора (16)
- Jyvonne Haskin — бэк-вокал хора (16)
- Laurhan Beato — бэк-вокал хора (16)
- Matthew Bloyd — бэк-вокал хора (16)
- Ronald O’Hannon — бэк-вокал хора (16)
- Shameka Dwight — бэк-вокал хора (16)
- Tia Britt — бэк-вокал хора (16)
- Vanessa Bryan — бэк-вокал хора (16)
- William Washington — бэк-вокал хора (16)

### Инструментовка
- Ian Walker — бас (1, 7, 13)
- Giovanna M Clayton — виолончель (1, 7, 13)
- Timothy E Loo — виолончель (1, 7, 13)
- Vanessa Freebairn-Smith — виолончель (1, 7, 13)
- Allen Fogle — валторна (1, 7, 13)
- Dylan Hart — валторна (1, 7, 13)
- Katelyn Faraudo — валторна (1, 7, 13)
- Laura K Brenes — валторна (1, 7, 13)
- Mark Adams — валторна (1, 7, 13)
- Teag Reaves — валторна (1, 7, 13)
- Nicholas Daley — тромбон (1, 7, 13)
- Reginald Young — тромбон (1, 7, 13)
- Steven M. Holtman — тромбон (1, 7, 13)
- Andrew Duckles — альт (1, 7, 13)
- Erik Rynearson — альт (1, 7, 13)
- Linnea Powell — альт (1, 7, 13)
- Meredith Crawford — альт (1, 7, 13)
- Alyssa Park — скрипка (1, 7, 13)
- Charlie Bisharat — скрипка (1, 7, 13)
- Jessica Guideri — скрипка (1, 7, 13)
- Luanne Homzy — скрипка (1, 7, 13)
- Lucia Micarelli — скрипка (1, 7, 13)
- Marisa Kuney — скрипка (1, 7, 13)
- Neel Hammond — скрипка (1, 7, 13)
- Shalini Vijayan — скрипка (1, 7, 13)
- Songa Lee — скрипка (1)
- Axwell — бас, ударные, клавишные (2, 5, 14), гитара, перкуссия (5, 14)
- Bloodpop — бас, ударные, клавишные (2–3, 5–6, 8–10, 14–16), гитара (3, 5–6, 8–9, 14–15), перкуссия (3, 5–6, 8–10, 14–16)
- Klahr — бас, ударные, клавишные (2, 5, 14), гитара, перкуссия (5, 14)
- Tchami — бас, ударные, гитара, клавишные, перкуссия (3, 15)
- John «JR» Robinson[англ.] — drums (3)
- Burns[англ.] — бас, ударные (4, 6, 10–12, 16), гитара (4, 6, 11–12, 14), клавишные (4, 6, 10–12, 14, 16), перкуссия (6, 10, 12, 14, 16)
- Leddie Garcia — перкуссия (4, 11)
- Rachel Mazer — саксофон (4, 11, 16)
- Madeon — бас, ударные, клавишные (8), гитара, перкуссия (8–9)
- Скриллекс — бас, ударные, клавишные (9)
- Liohn — бас, ударные, гитара, клавишные, перкуссия (14)

### Продюсирование
- Леди Гага — исполнительный продюсер (1, 7, 13)
- Bloodpop — executive продюсер (2–6, 8–11, 14–16)
- Axwell — продюсер (2, 5, 14)
- Burns — продюсер (4, 6, 10–12, 14, 16)
- Morgan Kibby — продюсер (1, 7, 13)
- Klahr — продюсер (2, 5, 14)
- Liohn — продюсер (14)
- Madeon — продюсер (8)
- Skrillex — продюсер (9)
- Tchami — продюсер (3, 15), дополнительный продюсер (4, 16)
- Rami Yacoub — дополнительный продюсер (14)
- Макс Мартин — сопродюсер, продюсер по вокалу (3)
- Benjamin Rice — продюсер по вокалу (3–4, 16)

### Технический персонал
- Amie Doherty — дирижёр (1, 7, 13)
- Gina Zimmitti — оркестровый контрагент (1, 7, 13)
- Whitney Martin — оркестровый контрагент (1, 7, 13)
- Axwell — программирование (2)
- Bloodpop — программирование (2, 15)
- Klahr — программирование (2)
- Tchami — программирование (15), микширование (3)
- Mike Schuuppan — микширование (1, 7, 13)
- Scott Kelly — звукорежиссёр по микшированию (2, 5, 9, 11–12, 14–16), ассистент по микшированию (4, 6, 10)
- Tom Norris — микширование (2–6, 8–12, 14–16)
- Benjamin Rice — микширование (2–6, 8–12, 14–16), звукорежиссёр (3–4, 10), звукорежиссёр (16)
- Randy Merill — мастеринг (1–2, 4, 10)

### Дизайн
- Норберт Шёрнер[англ.] — фотография
- Никола Формичетти — дизайн моды
- Брайан Ривера — креативное направление, дизайн
- Иша Дипика Валия — креативное направление, дизайн
- Travis Brothers — креативное направление, дизайн
- Сесилио Кастрильо — дизайн одежды
- Gasoline Glamour — дизайн обуви
- Гэри Фэй — маникюр, дизайн
- Марта Дель Рио — выбор дизайна

## Чарты
| Чарт (2020)                               | Высшая позиция |
| ----------------------------------------- | -------------- |
| Австралия (ARIA)                          | 1              |
| Бельгия/Фландрия (Ultratop)               | 3              |
| Бельгия/Валлония (Ultratop)               | 2              |
| Канада (Canadian Albums Chart, Billboard) | 1              |
| Чехия (ČNS IFPI)                          | 1              |
| Дания (Hitlisten)                         | 4              |
| Нидерланды (Album Top 100)                | 1              |
| Финляндия (Suomen virallinen lista)       | 1              |
| Франция (SNEP)                            | 1              |
| Германия (Offizielle Top 100)             | 3              |
| Ирландия (Irish Albums Chart)             | 1              |
| Италия (FIMI)                             | 1              |
| Япония (Oricon)                           | 3              |
| Япония (Billboard Japan)                  | 3              |
| Литва (AGATA)                             | 1              |
| Новая Зеландия (RMNZ)                     | 1              |
| Норвегия (VG-lista)                       | 3              |
| Шотландия (Scottish Albums Chart)         | 1              |
| Словакия (ČNS IFPI)                       | 2              |
| Испания (Streaming Albums, PROMUSICAE)    | 2              |
| Швеция (Sverigetopplistan)                | 2              |
| Швейцария (Schweizer Hitparade)           | 1              |
| Великобритания (UK Albums Chart)          | 1              |
| США (Billboard 200)                       | 1              |
| США (Billboard Dance/Electronic Albums)   | 1              |

## Сертификации
| Регион | Сертификация | Продажи |
| --- | ------------ | ------- |
| Канада (Music Canada) | Золотой      | 40 000  |
| Франция (SNEP) | Золотой      | 50 000  |
| Италия (FIMI) | Золотой      | 25 000  |
| Норвегия (IFPI Norway) | Золотой      | 10 000* |
| Польша (ZPAV) | Золотой      | 10 000  |
| Швейцария (IFPI Switzerland) | Золотой      | 10 000  |
| Великобритания (BPI) | Золотой      | 100 000 |
| США | —            | 331,000 |
| * Данные о продажах приведены только на основе сертификации. · Данные о продажах + прослушиваниях приведены только на основе сертификации. |              |         |

## История выхода
| Регион         | Дата             | Формат(ы)                                      | Издание(/я)        | Лейбл                 | Ист.            |
| -------------- | ---------------- | ---------------------------------------------- | ------------------ | --------------------- | --------------- |
| Разные         | 29 мая, 2020     | Кассета CD цифровая дистрибуция стриминг винил | Стандартное        | Interscope            | [ 167 ] [ 168 ] |
| Разные         | 29 мая, 2020     | CD                                             | Делюкс             | Interscope            | [ 169 ] [ 170 ] |
| Япония         | 29 мая, 2020     | CD                                             | Стандартное Делюкс | Universal Music Japan | [ 132 ]         |
| Италия         | 20 ноября, 2020  | Бокс-сет                                       | Делюкс             | Universal             | [ 171 ]         |
| Великобритания | 20 ноября, 2020  | Бокс-сет                                       | Делюкс             | Polydor               | [ 172 ]         |
| Япония         | 16 декабря, 2020 | Бокс-сет DVD                                   | Ограниченное       | Universal Music Japan | [ 173 ] [ 174 ] |
| США            | 12 июня, 2021    | Трифолд-винил                                  | Ограниченное       | Interscope            | [ 175 ]         |
| Великобритания | 25 июня, 2021    | Трифолд-винил                                  | Ограниченное       | Polydor               | [ 176 ]         |
| Япония         | 31 августа, 2022 | CD DVD                                         | Тур                | Universal Music Japan | [ 134 ]         |